# Arnon (Jordanien)
Der Arnon (hebräisch אַרְנֹן) ist der alttestamentlich-biblische Name des Flusses Wadi al-Mudschib (arabisch وادي الموجب) im heutigen Jordanien. Er entspringt in den Bergen östlich des Toten Meeres, fließt durch das Wadi Mudschib und mündet in das Tote Meer. Etwa fünf Kilometer nördlich des Arnon liegt die Stadt Dhiban, die als Dibon die Hauptstadt des biblischen Staates Moab war.
Der ungefähr 72 Kilometer lange Fluss wird 25 Kilometer östlich vor seiner Mündung durch die Mujib-Talsperre zu einem See gestaut, der der Bewässerung dient. Während des Sommers fällt er zuweilen trocken und entwickelt sich in der regnerischen Winterzeit zu einem Gewässer von bis zu drei Metern Tiefe.